# Falcon 9 Full Thrust
| Falcon 9 Full Thrust | |
| Lanzamiento del primer cohete Falcon 9 Full Thrust | |
| Lanzamiento del primer cohete Falcon 9 Full Thrust, Falcon 9 Flight 20 poniendo 11 satélites Orbcomm en órbita. La primera etapa se recuperó en la Zona de aterrizaje 1 de la base de Cabo Cañaveral después de un aterrizaje exitoso. | |
| Función | Vehículo de lanzamiento orbital para carga de tamaño medio                                                      |
| Fabricante | SpaceX |
| País de origen | Estados Unidos                                                                                                  |
| Coste de lanzamiento | 62 millones de dólares en 2016 y 50 millones en 2018                                                            |
| Tamaño | |
| Altura | 71 metros |
| Diámetro | 3.66 metros |
| Peso | 549.054 kg |
| Etapas | 2 |
| Capacidad | |
| Carga a órbita baja(28.5°) | Desechable: 22.800 kg Límite estructural del PAF 10.886 kilogramos                                              |
| órbita geoestacionaria(27°) | Desechable: 8.300 kg                                                                                            |
| Carga a Marte | 4.020 kg |
| Propulsores asociados | |
| Familia | Falcon 9 |
| Derivados | Falcon Heavy |
| Otros propulsores comparables | Atlas V541 · H-IIB · Proton M · Ariane 5 ES · Long March 3B/E                                                   |
| Historial de lanzamientos | |
| Status | activo |
| Zona de lanzamientos | Cabo Cañaveral Complejo 40 Base de Vandenberg complejo 4 Centro espacial Kennedy complejo 39                    |
| Lanzamientos totales | 67 |
| Éxitos | 67 |
| Otros | destrucción del satélite AMOS 6                                                                                 |
| Aterrizajes | 47 de 52 |
| Primer vuelo | 22 de diciembre de 2015                                                                                         |
| Último vuelo | 4 de junio de 2020 (Starlink-7)                                                                                 |
| Cargas más relevantes | Cápsula Dragon · Orbcomm OG2 · Iridium NEXT · Zuma · Vehículo Orbital Boeing X37B · TESS · Starlink · Beresheet |
| Primera etapa | |
| Motores | 9 Merlin 1D |
| Empuje | A nivel de mar: 7.607 kN En el vacío: 8.227 kN                                                                  |
| Impulso específico | A nivel de mar: 282 s En el vacío: 311 s                                                                        |
| Tiempo de combustión | 162 s |
| Combustible utilizado | Oxígeno líquido subenfriado / RP-1                                                                              |
| Segunda etapa | |
| Motores | 1 Merlin 1D para vacío                                                                                          |
| Empuje | 934 kN |
| Impulso específico | 348 s |
| Tiempo de combustión | 397 s |
| Combustible utilizado | Oxígeno líquido subenfriado / RP-1                                                                              |

El Falcon 9 Full Thrust - también conocido como Falcon 9 v1.2 - es un vehículo de lanzamiento de órbita baja terrestre parcialmente reutilizable y el primero en utilizar el aterrizaje vertical propulsado en su primera etapa. La misma primera etapa se ha utilizado tres veces para lanzar con éxito cargas en órbita. Es la tercera versión del cohete de lanzamiento orbital Falcon 9. Diseñado en 2014-2015, comenzó sus operaciones de lanzamiento en diciembre de 2015. Se prevén más de 50 lanzamientos entre los años 2017 a 2019.
En diciembre de 2015, la versión Full Thrust del Falcon 9 fue el primer vehículo de lanzamiento orbital capaz de completar el aterrizaje vertical de la primera etapa y recuperar así el cohete, continuando el largo programa de desarrollo tecnológico entre 2011-2015 que había desarrollado parte de la tecnología de las primeras etapas de los cohetes Falcon 9 v1.0 y Falcon 9 v1.1. Desde 2017 los propulsores de primera etapa se reutilizaron para la puesta de carga en órbita, convirtiéndose dicha reutilización en rutinaria de tal manera que entre 2018 y 2019 más de la mitad de los vuelos reutilizaron los propulsores.
El Falcon 9 Full Thrust supone una actualización sustancial sobre el antiguo cohete Falcon 9 v1.1, que voló su última misión en enero de 2016. Con los motores de primera y segunda etapa mejorados, un tanque propulsor de segunda etapa más grande y la densificación del combustible, el vehículo puede transportar cargas mayores a órbita geoestacionaria y realizar un aterrizaje con propulsión para lograr su recuperación.

## Historia
En marzo de 2014, las especificaciones publicadas de precios y de carga útil, para el cohete Falcon 9 v1.1 desechable, apuntaban a una mejora de un 30% en prestaciones/rendimiento respecto a anteriores listas de precios. En ese momento, el rendimiento adicional se reservó para que SpaceX llevara a cabo pruebas de reutilización en el Falcon 9 v1.1 manteniéndose la misma carga útil. Desde entonces se han hecho muchos cambios de ingeniería para conseguir la reutilización y recuperación de la primera etapa, en la versión v1.1. SpaceX indicó que tenían capacidad para aumentar la carga útil del cohete Falcon 9 Full Thrust, o disminuir el precio de lanzamiento, o incluso ambas cosas.
En 2015, SpaceX anunció una serie de modificaciones a la versión Falcon 9 v1.1. El nuevo cohete fue conocido internamente durante un tiempo como Falcon 9 v1.1 Full Thrust, pero también con otros nombres como Falcon 9 v1.2, Enhanced Falcon 9, Full-Performance Falcon 9, Mejora de Falcon 9,  y actualización de Falcon 9.  Desde el primer vuelo a finales de 2015, SpaceX ha estado refiriéndose a la "actualización Full Thrust" simplemente como Falcon 9.  Sin embargo, es la mayor revisión del vehículo de lanzamiento Falcon 9 después del Falcon 9 v1.0 (2010-2013) y el Falcon 9 v1.1 (2013-enero de 2016). El Falcon 9 Full Thrust se lanzó por primera vez el 22 de diciembre de 2015, siendo el vigésimo vuelo Falcon 9.
La presidenta de SpaceX, Gwynne Shotwell, explicó en marzo de 2015 que el nuevo diseño posibilitaría una mejora en la producción , así como unas mejores prestaciones:
Así pues, tenemos los mejores motores posibles, una vez terminado el desarrollo/pruebas. Lo que estamos haciendo es modificar la estructura ligeramente. Queremos construir sólo dos versiones, o dos estructuras en fábrica, más de eso no sería aconsejable pensando en los posibles clientes. Hablamos de un aumento del 30% en el rendimiento, quizá un poco más. Lo que ello permite es que podamos aterrizar la primera etapa en misiones GTO en un buque no tripulado(dron).
De acuerdo con una declaración de SpaceX en mayo de 2015, el Falcon 9 Full Thrust probablemente no necesitaría volver a certificarse, de cara a realizar lanzamientos para el gobierno de los Estados Unidos. Shotwell afirmó que "es un proceso reiterativo[a realizar con las distintas agencias gubernamentales]" y que en el futuro "será más y más rápido certificar nuevas versiones del vehículo".
La Fuerza Aérea de los Estados Unidos certificó la versión mejorada del cohete, que se utilizará en los lanzamientos militares estadounidenses en enero de 2016, gracias a los lanzamientos exitosos hasta la fecha y la demostrada capacidad de diseñar, producir, calificar y entregar un nuevo sistema de lanzamiento y proporcionar el apoyo a la misión de puesta en órbita de satélites".
En febrero de 2017, los medios de comunicación daban cuenta de que un próximo informe de investigadores del gobierno estadounidense identifica un patrón de agrietamiento en las palas de la turbina del cohete, que hace que las  turbobombas concentren combustible rápidamente en los motores, lo cual es potencialmente grave y pueden requerir modificaciones antes de los vuelos tripulados. SpaceX sostiene que ha diseñado sus motores para que puedan resistir el agrietamiento en las turbinas, pero también está trabajando en como resolver el problema.

### Vuelo inaugural
SES S.A., una firma propietaria y operadora de satélites, anunció planes en febrero de 2015 para lanzar su satélite SES-9 en el primer vuelo del Falcon 9 Full Thrust.  En ese momento, SpaceX eligió lanzar SES-9 en el segundo vuelo del Falcon 9 Full Thrust y lanzar la segunda constelación de satélites de Orbcomm(OG2) en el primer vuelo. Como Chris Bergin de NASASpaceFlight explicó, SES-9 requería un perfil de combustión de la segunda etapa más complejo que implicaba un reinicio del motor de segunda etapa, mientras que la misión de Orbcomm "permitiría de cara a la Segunda Etapa llevar a cabo pruebas adicionales, antes de proceder con la misión SES -9".
El Falcon 9 Full Thrust completó su vuelo inaugural el 22 de diciembre de 2015, llevando una carga útil de Orbcomm de 11 satélites para orbitar y aterrizar la primera etapa del cohete intacto en la zona de aterrizaje 1(Landing Zone 1) de SpaceX en Cabo Cañaveral. La segunda misión, SES-9, se llevó a cabo el 4 de marzo de 2016.

### Fase de test
La primera etapa mejorada comenzó la prueba de aceptación en la instalación de  McGregor de SpaceX en septiembre de 2015. La primera de dos pruebas estáticas se completó el 21 de septiembre de 2015 e incluyó oxígeno líquido subenfriado y los motores  Merlin 1D mejorados. El cohete alcanzó propulsión total durante la prueba estática y se programó para su lanzamiento no antes del 17 de noviembre de 2015.

## Diseño
Un objetivo principal del nuevo diseño era facilitar la reutilización del propulsor para poder realizar una gama más amplia de misiones, incluyendo la entrega de satélites de comunicaciones grandes a la órbita geosíncrona.
Al igual que las versiones anteriores del Falcon 9, y al igual que la serie Saturn del programa Apollo, la presencia de múltiples propulsores de primera etapa puede permitir la finalización con éxito de la misión, incluso si uno de los motores de primera etapa falla a mitad del vuelo.
El propulsor de primera etapa Full Thrust podría alcanzar la órbita baja al igual que un cohete de una sola etapa, siempre y cuando no esté llevando la etapa superior(la segunda etapa) y un satélite pesado.

### Modificaciones realizadas con respecto a los modelos previos
Las modificaciones en la versión actualizada, relativas a la versión anterior (Falcon 9 v1.1) incluyen:
- Oxígeno líquido subenfriado a -320 °F (-207 °C, 66 K) y RP-1 enfriado a -7 °C; 266 K)[7] para la densidad (permitiendo almacenar más combustible y oxidante en un tanque, así como aumentar el flujo de masa del combustible a través de la turbobomba incrementando el empuje)[20]
- Estructura mejorada de la primera etapa[15][30]
- Tanques del propulsor de segunda etapa alargados[15]
- Interfase/interetapa más larga y reforzada, almacenando la tobera del motor de la segunda etapa, aletas estabilizadoras tipo rejilla y propulsores de control de actitud[15][30]
- La longitud total del lanzador (con carga útil) es ahora de 70 m (229 pies), aproximadamente 1,5 m (5 pies) más alta que Falcon 9 v1.1[20]
- Empujador central neumático añadido al mecanismo de separación de etapas.[15] Diseñado para proporcionar una "fuerza positiva durante la separación de las fases después de la liberación del mecánismo de cerrojo... para mayor confiabilidad ... para disminuir en gran medida la probabilidad de contacto entre las etapas una vez realizada la separación".[28]
- Evolución del diseño de las aletas tipo rejilla[15][30]
- Estructura del motor Octaweb modificada[15]
- Patas de aterrizaje mejoradas[15][30]
- Empuje del motor Merlin 1D aumentado[15] a la variante Full Thrust, aprovechando la mayor densidad del combustible lograda por subenfriamiento. El empuje de la primera etapa publicitado fue originalmente de 6.700 kN (1.500.000 lbf) en lugar de los 5.800 kN (1.300.000 lbf) del Falcon 9 v1.1.[20] El verdadero empuje total del cohete, 7.607 kN (1,710,000 lbf) se publicó finalmente el 30 de abril de 2016.
- El empuje del Merlin 1D en vacío ha aumentado por el subenfriamiento del combustible.[20] El nuevo motor de segunda etapa fue optimizado para un mayor rendimiento en el vacío a través de modificaciones como una boquilla de escape más grande y un sistema de control de actitud mejorado.[28][31] El empuje de la segunda etapa es ahora de 934 kN (210.000 lbf).[4]
- Reducción de pequeñas masas.[32]

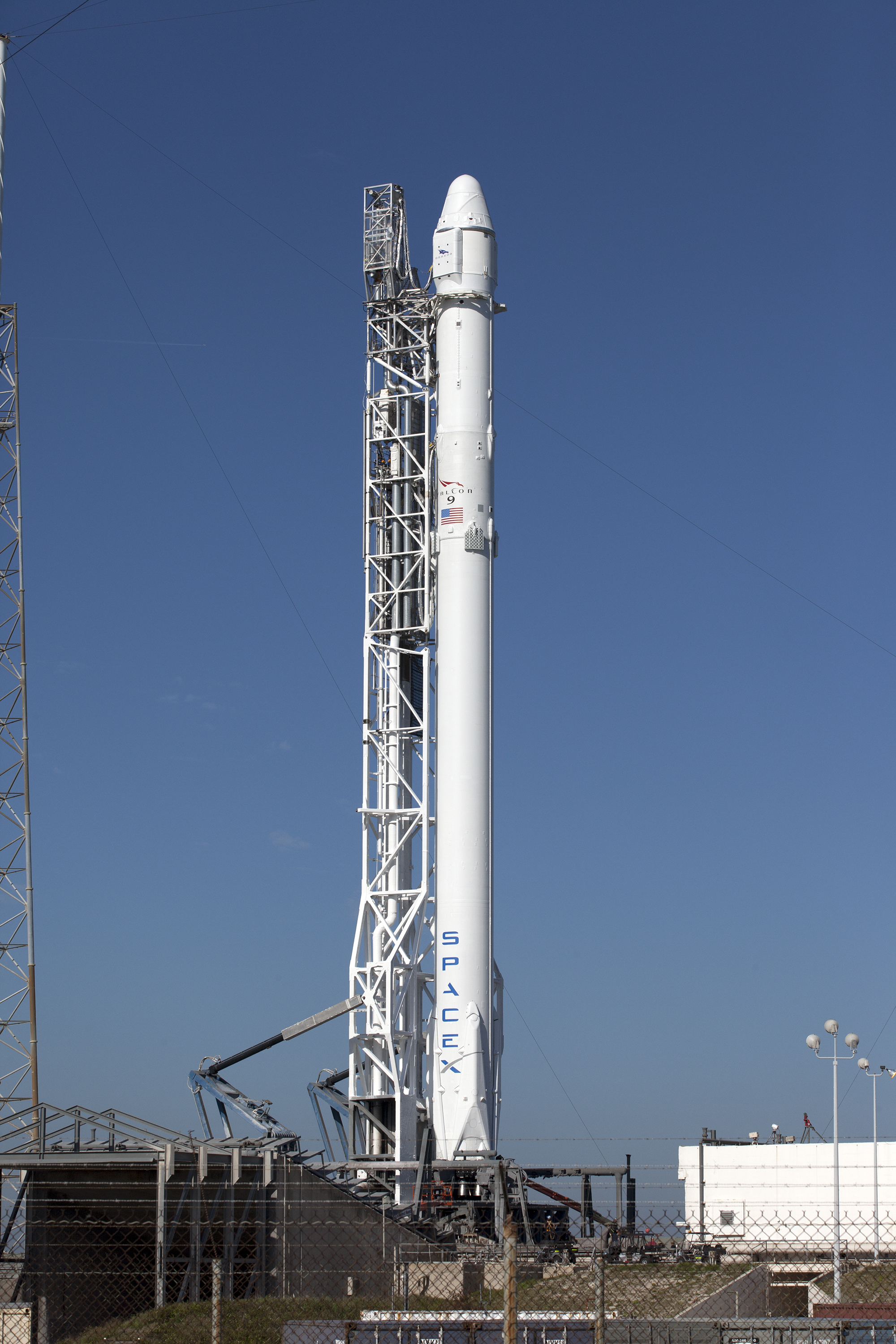
Propulsor Falcon 9 Full Thrust con Cápsula Dragon en zona de lanzamiento en abril de 2016

El diseño modificado ganó 1,2 m adicionales en altura, alcanzando exactamente 70 m incluyendo el carenado de la carga útil(cofia) cuando se utilizan los carenados (la versión de la cápsula del Dragon es algo más corta), a la vez que aumenta el rendimiento general un 33 por ciento. El nuevo motor de primera etapa tiene una relación peso-empuje mucho mayor.
Las versiones lanzadas en 2017 han incluido un sistema de recuperación experimental para el carenado de la carga útil(cofia). El 30 de marzo de 2017, SpaceX por primera vez recuperó la cofia de la misión SES-10, gracias a los propulsores y un paracaídas orientable ayudando a realizar un aterrizaje suave en el agua.
El 25 de junio de 2017 las aletas de aluminio fueron sustituidas por versiones de titanio para mejorar el control y el comportamiento a altas temperaturas durante la reentrada. De acuerdo a las inspecciones post vuelo, Elon Musk declaró que estas aletas no requerirían inspecciones entre vuelos.

### Bloque 4
En 2017, SpaceX comenzó a implementar cambios en el Falcon 9 Full Thrust, pasando a denominarse esta versión Bloque 4. Al principio estas modificaciones afectaron sólo a la segunda etapa, utilizando la primera etapa anterior, que podríamos llamar bloque 3, en las siguientes misiones: NROL-76 e Inmarsat-5 en mayo y Intelsat 35e en julio. El bloque 4 se puede definir como una transición entre los bloques 3 y el 5. Incluye mejoras en el empuje de los propulsores, orientados a alcanzar el empuje del bloque 5. El vuelo de inicio del diseño Bloque 4 completo(primera y segunda etapas) ocurrió en agosto con el vuelo de la NASA CRS-12.

### Bloque 5

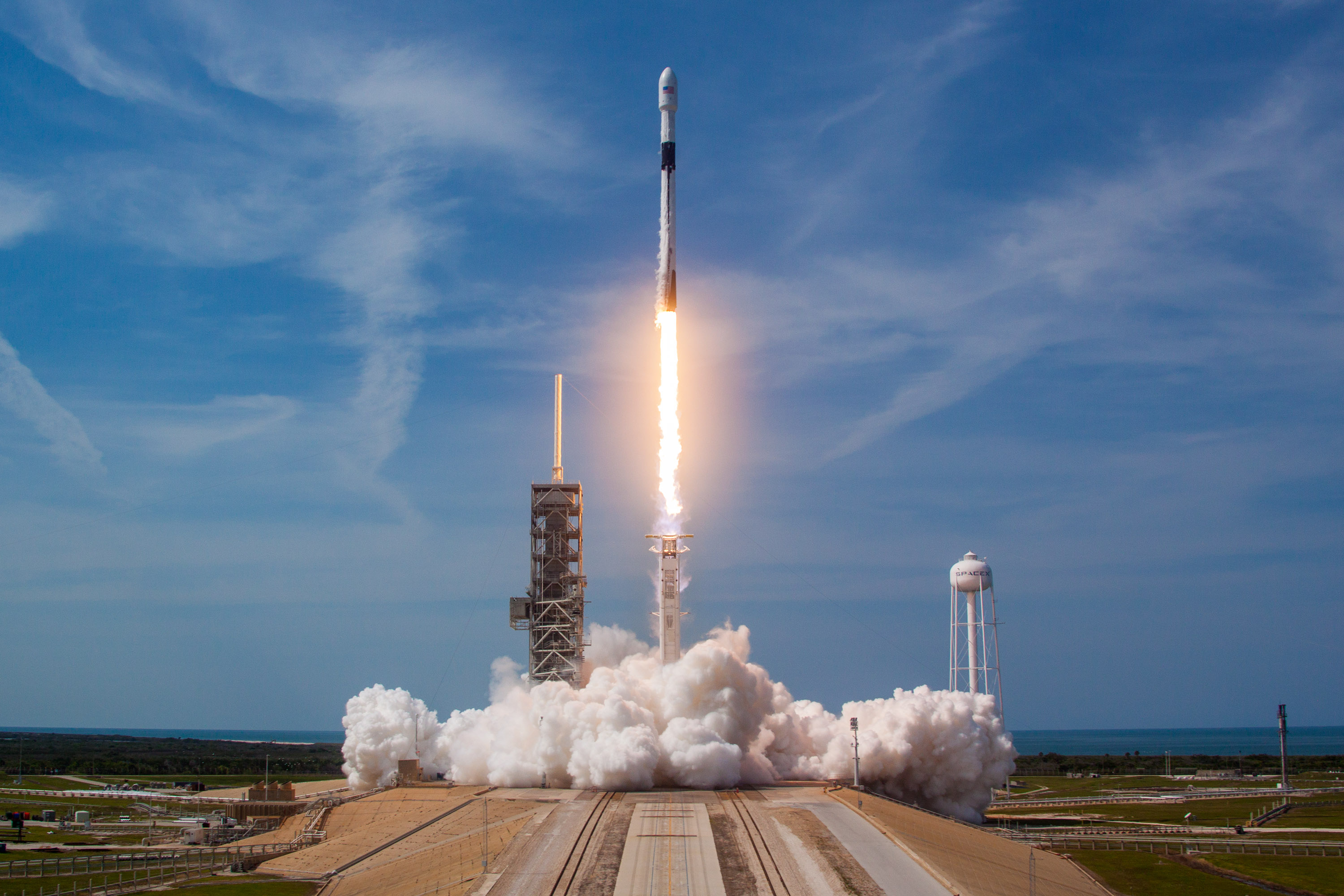
La variante Bloque 5 del Falcon 9 full thrust en el Centro Espacial Kennedy. La interfase sin pintar, en color negro, es discernible.

A lo largo de 2017 se han ido produciendo mejoras, enfocadas a conseguir la transición hacia la versión Bloque 5. Los cambios más significativos entre la versión bloque 3 y 5 son un empuje mayor en todos los motores y mejoras en las patas de aterrizaje. Por otro lado se han hecho mejoras de cara a la reutilización de los propulsores de primera etapa. Los cambios están enfocados principalmente a la mejora de la velocidad y a la eficiencia en la reutilización. La idea de SpaceX es utilizar el propulsor Bloque 5 10 veces realizando sólo pequeñas inspecciones entre vuelos y un centenar realizando las convenientes reparaciones.
En febrero, Shotwell afirmó que los cambios realizados para la versión Bloque 5 vienen dados por los requisitos del programa de lanzamiento. Estos requisitos incluyen mejoras en prestaciones, en el proceso de fabricación y más de un centenar de mejoras para aumentar el margen de cara a los potenciales clientes. En abril de 2017, Elon Musk dio las claves de la versión Bloque 5:
- Para el incremento de la carga útil:

```
     - 7-8 % superior debido a la mejora de los motores
     - Mejor sistema de control de vuelo para optimizar el 
ángulo de ataque
 en el descenso y rebajar la demanda de combustible
```

- Para una más larga reutilización:

```
     - capacidad para ser lanzado 10 o más veces
     - escudo térmico reutilizable para proteger los motores y mejoras en la 
soldadura
 en la base del cohete
     - aletas de 
titanio
 moldeadas y maquinadas con mayor resistencia a las altas temperaturas
     - un escudo térmico de protección de la primera etapa para limitar el daño térmico en la 
reentrada
, incluida una capa de protección térmica en las patas de aterrizaje y la interfase
     - 
válvulas
 rediseñadas para mayor duración y solicitaciones
     - Nuevos tanques a presión para el 
helio
, llamados COPV 2.0, que evitan la congelación del oxígeno dentro de la estructura de los tanques y que podría provocar la ruptura de los mismos.
```

- Para una rápida reutilización:

```
     - reducción de las revisiones entre vuelos
     - conjunto de patas retráctiles para una recuperación rápida
     - La estructura Octaweb de los motores no utiliza soldadura, lo que reduce el tiempo de fabricación
```

El vuelo inaugural lanzó el satélite Bangabandhu-1 el 11 de mayo de 2018. Se espera que el bloque 5 pueda realizar lanzamientos con astronautas por primera vez en julio de 2019, aunque, ya se ha probado con la cápsula con capacidad de transportar tripulación con un éxito total de la misión.
La NASA requiere que se realicen 7 vuelos sin cambios significativos de diseño antes de realizar vuelos certificados para llevar personal. Los propulsores iniciales del bloque 5 no incorporaban los nuevos tanques COPV , siendo el primer propulsor en incorporarlos el B1047 para la misión Es'hail el 15 de noviembre de 2018, siendo el segundo propulsor en volar una misión con dichos tanques el B1050, lanzado el 5 de diciembre de 2018. Se han propuesto cambios en el sistema hidráulico de las aletas, teniendo en cuenta el fallo del propulsor B1050 durante la reentrada y el aterrizaje, si bien no se sabe como esto afectará a la cuenta de dichos 7 vuelos.

### Sistema autónomo de terminación/seguridad de vuelo
SpaceX ha estado desarrollando durante algún tiempo un sistema autónomo alternativo a los sistemas terrestres tradicionales que habían estado en uso para todos los lanzamientos de los Estados Unidos durante más de seis décadas. El sistema autónomo ha estado en uso en algunos de los vuelos de prueba suborbital VTVL(vertical takeoff/vertical Landing) de SpaceX en Texas y ha funcionado en paralelo a su homólogo y antecesor en varios lanzamientos orbitales como parte de un proceso de prueba del sistema para obtener la certificación de uso en vuelos operacionales.
En febrero de 2017, el lanzamiento del CRS-10 de SpaceX fue el primer lanzamiento operacional que utilizó el nuevo Sistema Autónomo de Seguridad en Vuelo(AFSS) en "cualquiera de las zonas de lanzamiento del Este u Oeste del Mando Espacial de la Fuerza Aérea". El siguiente vuelo de SpaceX, EchoStar 23 en marzo, fue el último lanzamiento de SpaceX que utilizó el sistema de radares de tierra, computadoras de rastreo y personal en búnkeres de lanzamiento que habían sido utilizados durante más de sesenta años para todos los lanzamientos de la costa Este. Para todos los futuros lanzamientos de SpaceX, AFSS ha reemplazado "el personal y el equipo de control de vuelo de misión terrestre con fuentes de Posicionamiento, Navegación y Timing a bordo y lógica de decisión" Los beneficios de AFSS incluyen un aumento de la seguridad pública, mayor flexibilidad operativa y mayor flexibilidad en los lanzamientos así como mayor disponibilidad en términos de tiempo ".

### Descripción del vehículo
Las especificaciones y características del Falcon 9 Full Thrust son las siguientes:
| Característica                                  | Primera Etapa                                                                         | Segunda Etapa                                                                         | Cofia                    |
| ----------------------------------------------- | ------------------------------------------------------------------------------------- | ------------------------------------------------------------------------------------- | ------------------------ |
| Altura                                          | 42.6 m (140 pies)                                                                     | 12.6 m (41 pies)                                                                      | 13.1 m (43 pies)         |
| Diámetro                                        | 3.66 m (12 pies)                                                                      | 3.66 metros (12 pies)                                                                 | 5.2 m (17 pies)          |
| Masa(sin propelente)                            | 22.200 kg (48.900 libras)                                                             | 4.000 kg (8.800 libras)                                                               | 1.700 kg (3.700 libras)  |
| Masa(con propelente)                            | 433.100 kg (954.800 libras)                                                           | 111.500 kg (245.800 libras)                                                           | N/A                      |
| Tipo de estructura                              | Tanque de Oxígeno líquido, piel exterior, tanque de combustible, cubierta y largueros | Tanque de Oxígeno líquido, piel exterior, tanque de combustible, cubierta y largueros | piel exterior doble      |
| Material estructural                            | Aleación de aluminio y litio, cúpula de aluminio                                      | Aleación de aluminio y litio, cúpula de aluminio                                      | fibra de carbono         |
| Motores                                         | 9 Merlin 1D                                                                           | 1 Merlin 1D de vacío                                                                  | N/A                      |
| Tipo de motor                                   | Líquido, generador de gas                                                             | Líquido, generador de gas                                                             | N/A                      |
| Combustible                                     | Oxígeno líquido subenfriado, queroseno(RP-1)                                          | Oxígeno líquido subenfriado, queroseno(RP-1)                                          | N/A                      |
| Capacidad del tanque de oxigeno líquido         | 287,400 kg (633,600 libras)                                                           | 75,200 kg (165,800 libras)                                                            | N/A                      |
| Capacidad del tanque de queroseno               | 123,500 kg (272,300 libras)                                                           | 32,300 kg (71,200 libras)                                                             | N/A                      |
| Tobera del motor                                | Fija, expansión 16:1                                                                  | Fija, expansión 16:1                                                                  | N/A                      |
| Fabricante del motor                            | SpaceX                                                                                | SpaceX                                                                                | N/A                      |
| Empuje(total)                                   | 7.607 kN a nivel de mar                                                               | 934 kN en el vacío                                                                    | N/A                      |
| Sistema de alimentación                         | Turbobomba                                                                            | Turbobomba                                                                            | N/A                      |
| Capacidad de aceleración                        | de 816 a 419 kN a nivel de mar                                                        | Si:930-360 kN en el vacío                                                             | N/A                      |
| Capacidad de reinicio                           | Si(sólo 3 motores para la reentrada/aterrizaje)                                       | Si, sistema redundante pirofórico de ignición de Trietialuminio-Trietilborano         | N/A                      |
| Presurización del tanque                        | Helio calentado                                                                       | Helio calentado                                                                       | N/A                      |
| Control de guiñada y cabeceo durante el ascenso | Motor de empuje vectorizado                                                           | Motores vectorizados y propulsores de nitrógeno                                       | N/A                      |
| Control de giro durante el ascenso              | Motor de empuje vectorizado                                                           | Motores vectorizados y propulsores de nitrógeno                                       | N/A                      |
| Control costero de actitud                      | Propulsores de nitrógeno y aletas tipo rejilla(sólo para recuperación)                | Propulsores de gas nitrógeno                                                          | Propulsores de nitrógeno |
| Apagado                                         | Comandado                                                                             | Comandado                                                                             | N/A                      |
| Sistema de separación de fases                  | Mecanismo de separación neumático                                                     | N/A                                                                                   | neumático                |

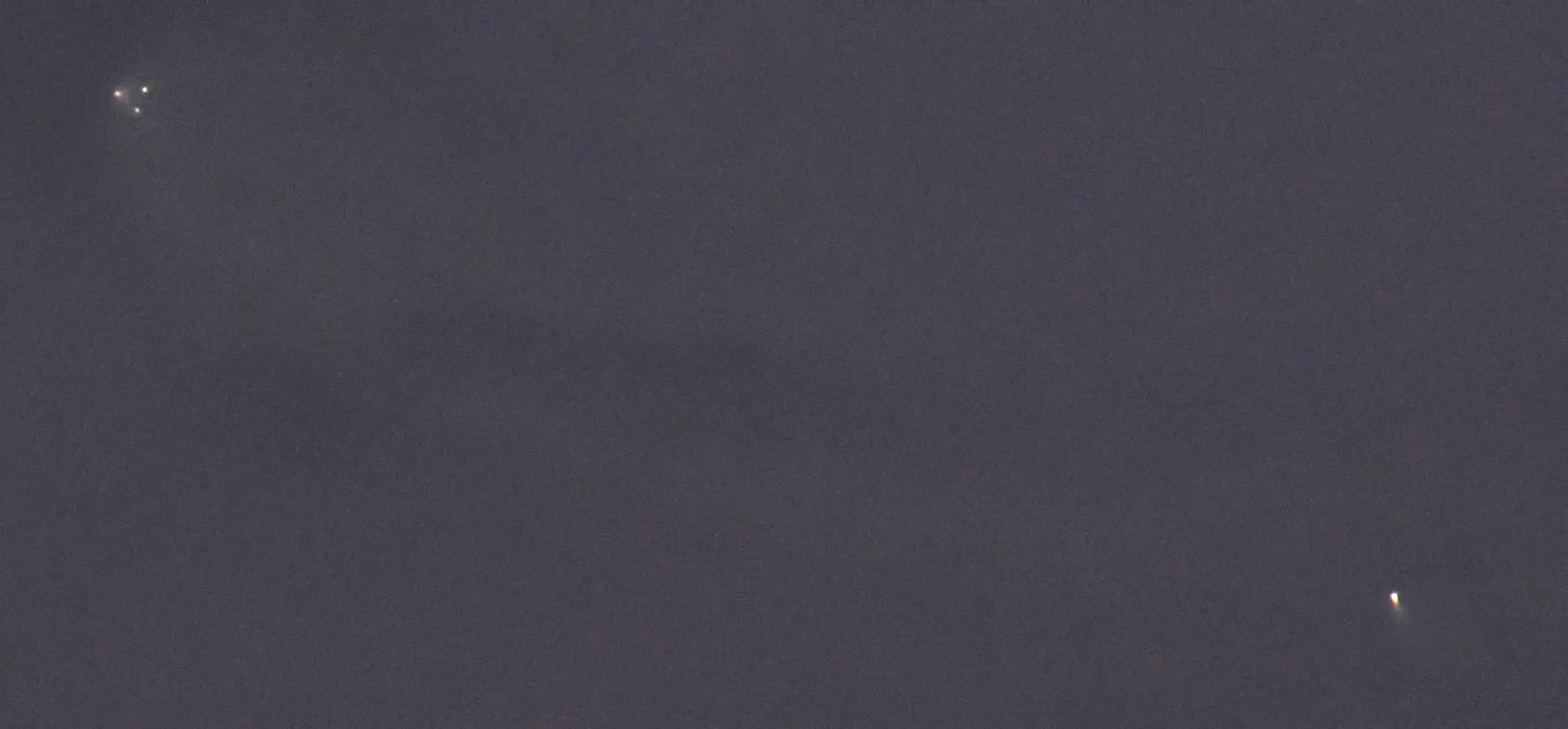
Falcon 9 Full Thrust lanzado el 4 de marzo de 2016. La primera fase desechada se ve en la parte inferior a la derecha. La segunda fase en la parte superior a la izquierda, junto a las dos partes del carenado para carga útil desechadas.

El Falcon 9 full thrust usa un anillo de etapa intermedia, de 4.5 metros de largo, que es más largo y más fuerte que el intermedio del Falcon 9 v1.1. Se trata de una "estructura compuesta que consiste en un núcleo tipo panal de aluminio rodeado por laminas de fibra de carbono." La longitud total del vehículo es de 70 metros mientras que el peso total, combustible incluido, es de 549.000 kilogramos.
El Falcon 9 Full Thrust "incluye sistemas de recuperación de primera etapa, para permitir que SpaceX devuelva la primera etapa al sitio de lanzamiento después de completar con éxito la misión. Estos sistemas incluyen cuatro patas de aterrizaje desplegables, que están bloqueadas contra el tanque de la primera etapa durante el ascenso. El exceso de combustible reservado para las operaciones de recuperación de primera etapa de Falcon 9 se desviaría si fuera necesario, asegurando así un margen suficiente para el éxito de la misión". La capacidad de carga a una órbita geoestacionaria es de 5500 kilogramos con recuperación de la primera etapa(el precio por lanzamiento es de 62 millones de dólares), mientras que si se desecha la primera etapa es de 8300 kilogramos.

## Zonas de lanzamiento y aterrizaje

### Zonas de lanzamiento
SpaceX utilizó en principio el Complejo de Lanzamiento 40 en la Estación de la Fuerza Aérea de Cabo Cañaveral y el Complejo de Lanzamiento 4E en la Base de la Fuerza Aérea de Vandenberg para los cohetes Falcon 9 Full Thrust, al igual que su predecesor Falcon 9 v1.1. Después del accidente 2016 en LC-40, los lanzamientos desde la costa del este se cambiaron al pad/plataforma de lanzamiento LC-39A en el centro espacial Kennedy, arrendado a la NASA.
El trabajo de arquitectura y de ingeniería en lo referente a las modificaciones del Pad de lanzamiento comenzó en 2013, el contrato para alquilar el Pad se firmó en abril de 2014, comenzando la construcción a finales de 2014, incluyendo la construcción de una instalación de integración horizontal(HIF: lugar donde se unen las etapas de los cohetes) Con el fin de albergar tanto los Falcon 9 y Falcon Heavy así como el hardware asociado y las cargas durante el armado del lanzador. El primer lanzamiento se llevó a cabo el 19 de febrero de 2017 con la misión CRS-10. El brazo para acceso de personal y la habitación blanca/white room, aún tienen que ser completados antes de efectuar lanzamientos pilotados por personal con la cápsula Dragon, programados para 2019.
Un sitio de lanzamiento privado adicional, destinado exclusivamente a lanzamientos comerciales, se planeó en Boca Chica Village, cerca de Brownsville, Texas tras un proceso de evaluación llevado a cabo entre 2012 y mediados de 2014 en emplazamientos como Florida, Georgia y Puerto Rico. No obstante, la localización se ha destinado a ensayos de vehículos VTOL espaciales y es muy improbable que se llegue a utilizar en vuelos para el Falcon 9 o Falcon Heavy ya que los emplazamientos actuales son suficientes.

### Zonas de aterrizaje

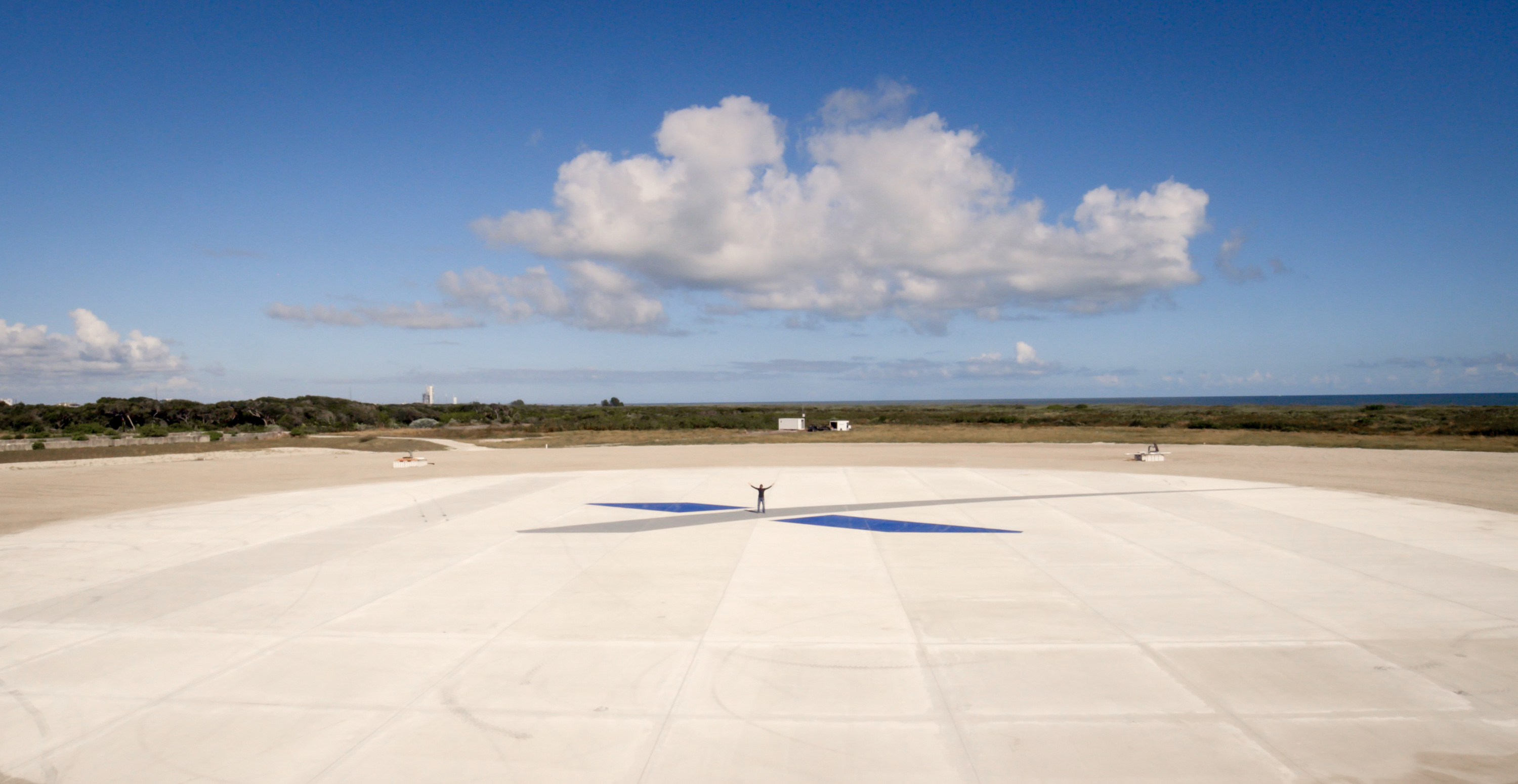
Zona de aterrizaje 1 en la base de Cabo Cañaveral

SpaceX ha completado la construcción de una zona de aterrizaje en la estación de la Fuerza Aérea de Cabo Cañaveral, conocida como LZ-1. La zona, consistente en un Pad de 282 pies (86 metros) de diámetro, se utilizó por primera vez el 16 de diciembre de 2015 con un aterrizaje exitoso del Falcon 9 Full Thrust. El aterrizaje en el LZ-1 fue el primer éxito del Falcon 9 y el tercer intento de aterrizaje en una superficie dura. A 31 de diciembre de 2018, 11 cohetes Falcon 9 han intentado aterrizar en la LZ-1, fallando un solo intento. El fallo, tras la misión CRS-16 acabó siendo un éxito parcial, ya que el propulsor aterrizó en el mar. En los días siguientes se remolcó el mismo a Cabo Cañaveral, sacándolo del agua con una grúa y llevándolo de vuelta al hangar de SpaceX.
Próximo al pad LZ-1 SpaceX construyó el LZ-2 para permitir aterrizajes simultáneos tras los vuelos del Falcon. Hasta diciembre de 2018 un propulsor ha aterrizado en el pad LZ-2.
SpaceX también ha comenzado la construcción de una zona de aterrizaje en el antiguo complejo de lanzamiento SLC-4W en la Base Aérea de Vandenberg. A partir de 2014, el sitio de lanzamiento fue demolido para su reconstrucción como un espacio para realizar aterrizajes. En octubre de 2018 un propulsor Falcon 9 aterrizó con éxito en el pad LZ-4 por primera vez.

### Barcazas dron

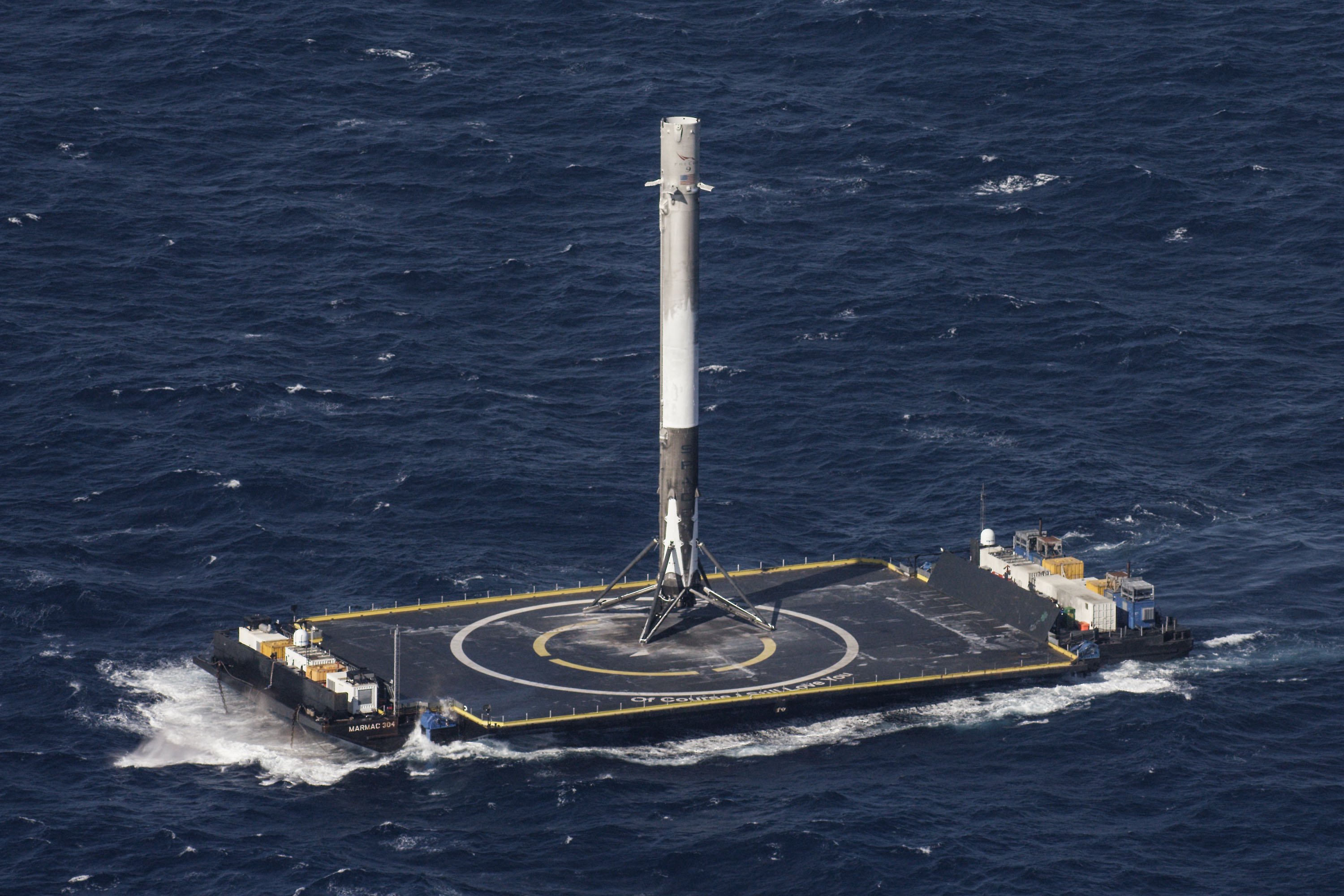
Barcaza dron utilizada para aterrizajes mar adentro

A partir de 2014, SpaceX encargó la construcción de barcazas/puertos espaciales autónomos (ASDS) realizados a base de barcazas equipadas con motores para mantenimiento de la posición y una gran plataforma de aterrizaje. Las barcazas, que están estacionadas a cientos de kilómetros de distancia, permiten la recuperación de primera etapa en misiones en las cuales no puede haber un retorno al lugar de lanzamiento.
SpaceX dispone de dos barcazas dron operativas, Just read the instructions(sólo lee las instrucciones) en el océano Pacífico para lanzamientos desde el complejo Vandenberg y Of Course I still love you(desde luego que te amo) en el océano Atlántico para lanzamientos desde cabo Cañaveral. A fecha de 16 de noviembre de 2018, 21 vuelos con el Falcon 9 Full thrust han intentado aterrizar en las barcazas dron, 19 con éxito.

## Historial de lanzamientos
A 13 de junio de 2020, el falcon 9 full thrust ha volado 67 misiones con un éxito del 100 %. La primera fase fue recuperada en 47 de ellas. Un cohete se destruyó durante unos ensayos prevuelo, de modo que no cuenta como una misión volada.

### Accidentes
- El 1 de septiembre de 2016, el cohete que transportaba el satélite AMOS 6 explotó en la plataforma de lanzamiento mientras se aprovisionaba de combustible para un ensayo estático. La prueba se llevaba a cabo de cara al lanzamiento programado para el Vuelo 29 del 3 de septiembre. Tanto vehículo como la carga, cuyo valor era de 200 millones de dólares, quedaron destruidos.[46] La investigación determinó que la causa principal fue la ignición de oxígeno sólido o líquido comprimido entre las capas de las envolturas de fibra de carbono de los tanques de helio. Para evitar este fallo, SpaceX rediseñó los tanques y el sistema de abastecimiento de combustible.

## Enlaces en castellano
- Lanzamiento constelación Iridium con Falcon 9 FT
- Lanzamiento Intelsat 35e
- importancia de la reutilización del propulsor Archivado el 15 de febrero de 2018 en Wayback Machine.
- El satélite PAZ: lo que no sabias